# 马戴
馬戴（？—869年），字虞臣，定州曲阳县（今河北曲阳）人。晚唐诗人、官员。
早年屢試不第，武宗會昌四年（844年）始中進士，同榜有項斯、趙嘏、鄭言等人。大中元年（847年），太原李司空辟掌書記，後以正言被斥為龍陽（今湖南省汉寿县）尉。終太學博士。曾隐居华山，并遨游边关。咸通年間，应辟佐大同军幕府，与贾岛、许棠相唱答。咸通七年（867年），擢拔為国子、太常博士。
工於詩，叶矫然称：“晚唐之马戴，盛唐之摩诘也。”杨慎稱其《楚江怀古》“猿啼洞庭树，人在木兰舟”一联，谓“虽柳吴兴（柳恽）无以过也”。纪昀认为“晚唐诗人，马戴骨格最高”。咸通九年（869年），病卒於太常博士任上。有《会昌进士诗集》1卷，《补遗》1卷。